# 玉田町

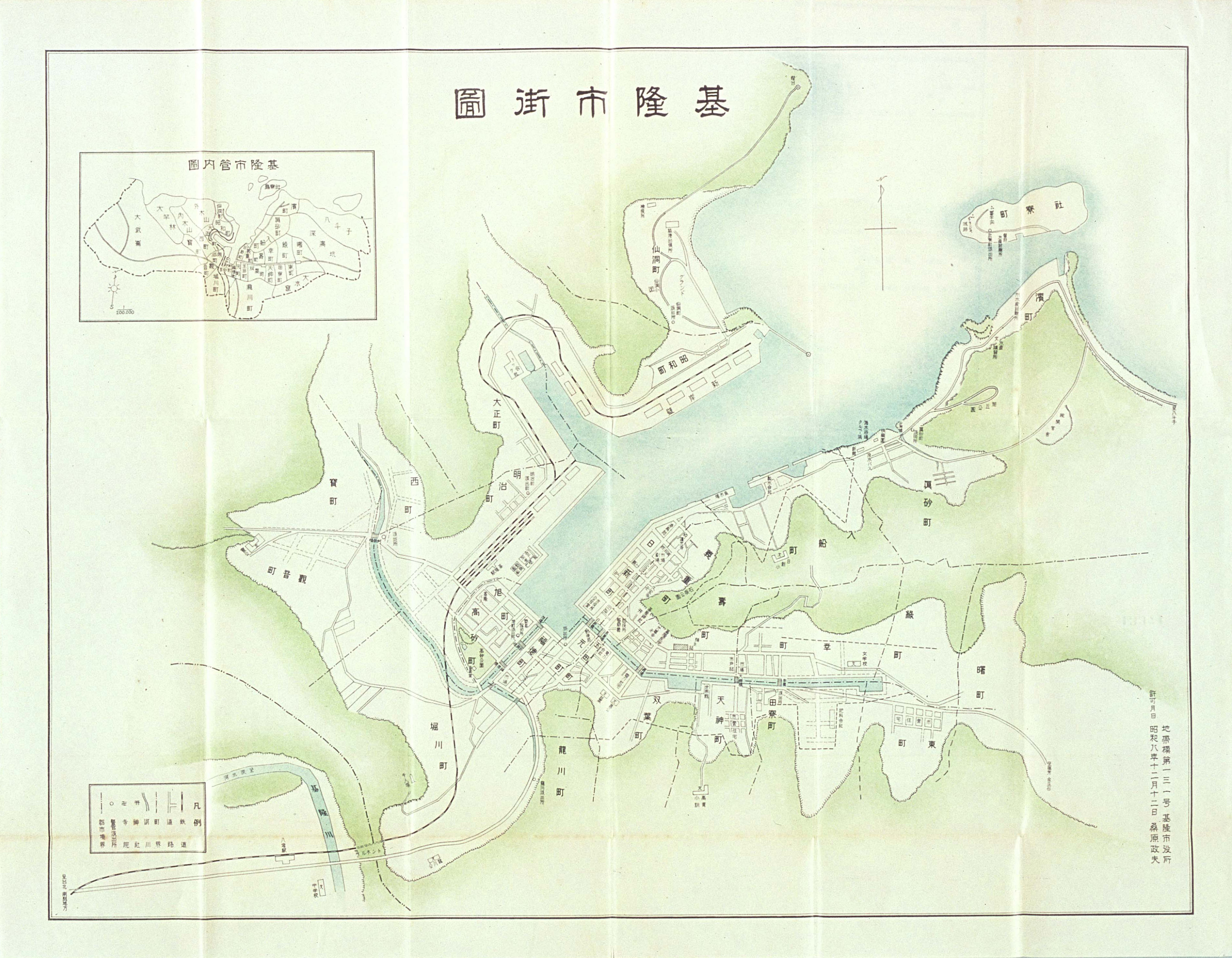
基隆市街圖

玉田町為台灣日治時期臺北州基隆市的一個町，於基隆市自昭和6年（1931年）10月1日實施町名改正後設置，位於玉田街一帶，町名取自當地地名「玉田」；當地原屬於基隆市大字基隆、玉田和草店尾。
玉田町約為現今地籍中興段一至三小段的範圍，約為仁愛區玉田里。

## 町內設施
一丁目
- 桑田商店基隆支店
- 彰化銀行基隆支店
- 基隆輕鐵株式會社

二丁目
- 基隆中央劇場

三丁目
四丁目